# Kurt Georgi
Kurt Georgi (* 17. Februar 1920 in Kaiserslautern; † November 1999) war ein deutscher Gewerkschafter.

## Leben und Beruf
Georgi erlernte nach dem Besuch der Volksschule den Beruf des Tischlers. Nachdem er im Zweiten Weltkrieg als Soldat gedient hatte, kehrte er 1945 in seine Heimat und den erlernten Beruf zurück.

## Gewerkschaft
Bereits in ihrer Anfangszeit engagierte sich Georgi in der Gewerkschaft Holz. 1951 wurde er zum Geschäftsführer der Gewerkschaft in Worms gewählt. 1953 wechselte er nach Düsseldorf und leitete nunmehr die Rechtsabteilung der Gewerkschaft. 1960 folgte die Ernennung zum stellvertretenden Vorsitzenden der Gewerkschaft Holz, welche 1966 in Gewerkschaft Holz und Kunststoff (GHK) umbenannt wurde. 1977 wurde er schließlich Vorsitzender der GHK. Dieses Amt übte er bis 1981 aus.
Georgi war Mitglied der SPD.